# Sonnenhaus
Der Begriff Sonnenhaus bezeichnet eine Bauart von Niedrigenergiehäusern, die mindestens 50 % der Energie für die Gebäudeheizung aus Solarthermie gewinnen. Hierfür bedarf es einer groß dimensionierten Sonnenkollektorenfläche und einen groß dimensionierten Wärmespeicher, der oft in Form eines Wassertanks ausgeführt ist, in dem die solar gewonnene Wärme eingespeichert werden kann und somit eine solare Beheizung über längere Zeiträume ermöglicht wird. Im Winter wird zumeist mit einer zweiten Wärmequelle, häufig auf Biomassebasis nachgeheizt, es existieren jedoch auch vollständig solar beheizte Sonnenhäuser.
Sonnenhäuser folgen den Prinzipien des nachhaltigen solaren Bauens. Die zugrundeliegende Idee ist: Sonnenwärme im Sommer sowie in einstrahlungsreichen Zeiten des Winters möglichst effizient zu sammeln und zu speichern, um sie im Winter verbrauchen zu können. Eine nachträgliche Umrüstung von Bestandsbauten in Sonnenhäuser ist ebenfalls möglich und es ist außerdem bei Mehrfamilienhäusern realisierbar.

## Geschichte
Der Begriff wurde in den 1970er Jahren in Verbindung mit den ersten weitgehend solar beheizten Häusern in Deutschland, die als Versuchsanlage von VMH-Multibeton zur Messung möglicher Energieeinsparungen in der Praxis dienten, und der Schweiz geprägt und später vom Verein Sonnenhaus-Institut mit dem Sitz in Straubing in Niederbayern übernommen.
Das erste vollumfänglich mit Sonnenenergie beheizte Wohnhaus Europas wurde 1989 Oberburg bei Burgdorf in der Schweiz mit 84 Quadratmeter Sonnenkollektoren und einem großen Warmwasserspeicher von 118 Kubikmeter erstellt. In den ersten etwa 10 Jahren wurde das Haus außerdem mit einer Photovoltaik-Inselanlage, mit einer Fläche von 43 m² Solarzellen und 48 Kilowattstunden Batteriespeicher betrieben. Damit wurde erstmals nachgewiesen, dass der Energieverbrauch eines Hauses im gemäßigten mitteleuropäischen Klima vollkommen mit auf der Liegenschaft umgesetzter Sonnenenergie gedeckt werden kann. Ebenfalls in Oberburg wurde 2007 das erste vollständig solar beheizte Mehrfamilienhaus Europas fertiggestellt. Beide Gebäude wurden durch den Schweizer Solarpionier Josef Jenni erstellt. Letzteres besitzt neben 200 m² Kollektorfläche einen Solarspeicher mit 205.000 Litern Fassungsvermögen. Insgesamt haben die 8 Wohnungen in dem Gebäude eine Nutzfläche von zusammen 1230 m², der Heizwärmebedarf liegt bei 9,8 kW.

## Merkmale und Technik
Als Sonnenhäuser gelten Gebäude, die folgende Bedingungen erfüllen:
- Wärmedurchgangskoeffizient der einhüllenden Flächen: 0,18 bis 0,30 W/(m2·K)
- Jahresheizwärmebedarf: 25 bis 40 kWh/(m2·a), bei einem Primärenergiebedarf (Neubau): 5 bis 15 kWh/(m2·a)
- Eine Heizung mit mehr als 50 % solarer Deckung; ausgewogene solarthermische Deckungsgrade liegen etwa bei 50 % bis 70 %
- Zuheizung des Restbedarfs durch regenerative Energiequellen, in der Regel durch eine Holzheizung mit Pellets, Hackschnitzel oder Stückholz

Den hohen solaren Deckungsgrad des Wärmebedarfs erreicht das Sonnenhaus durch eine große Sonnenkollektorfläche einer thermischen Solaranlage zur Wärmegewinnung und einen entsprechend dimensionierten Wärmespeicher zur Langzeitspeicherung bis hin zu dem Einsatz eines Saisonalspeichers. Zusätzlich benötigt ein typisches gut gedämmtes Einfamilienhaus Brennholz von etwa zwei bis vier Raummeter pro Jahr, zur Überbrückung längerer Schlechtwetterperioden. Nur während der sonnenarmen Monate (je nach Auslegung der Solaranlage von November/Dezember bis Februar/März) kommt zusätzlich zur Solaranlage die regenerative Zuheizung zum Einsatz. Bei einer Auslegung mit solaren Deckungsgraden über 100 % können Überschüsse in einen Nahwärmeverbund eingebracht werden.
Ein Sonnenhaus verwendet zur Heizung der Räume in der Regel eine Niedertemperaturheizung, mit niedriger Vorlauftemperatur als Flächenheizung, also etwa als Wandheizung oder Fußbodenheizung. Mit einer Niedertemperaturheizung wird die gespeicherte Wärme effektiver verwertet, da diese mit deutlich niedrigerer Wassertemperatur vom Warmwasserspeicher genutzt werden kann.
Damit wird ein anderer Ansatz verfolgt als bei den meisten Passivhäusern, die kein Heizverteilsystem im herkömmlichen Sinn besitzen, sondern mit einer Erwärmung der Zuluft der im Passivhaus immer vorhandenen zentralen Lüftungsanlage arbeiten. Eine zentrale Lüftungsanlage wird im Sonnenhaus nicht zwangsweise benötigt.
Für die Dimensionierung eines Sonnenhauses sind u. a. die Kosten für die Größe der Solarkollektorfläche und des Warmwasserspeichers abzuwägen.
Weiterentwicklung des Konzeptes
Zunehmend wird die Sonnenhaus-Technik anderen Energie- und Wärmequellen kombiniert und erweitert:
- Photovoltaik für Eigenstrombedarf / E-Mobilität / zur Versorgung einer Wärmepumpe
- Batteriespeicher für PV-Strom
- Pilotprojekte mit Wasserstofftechnik/Brennstoffzelle
- Bauteilaktivierung (als Erweiterung der Speichertechnik)

Durch den Einsatz dieser Techniken lässt sich der Grad der Eigenversorgung bei Wärme, Strom und Mobilität bis zu 100 % optimieren.
Beliebt wurde das Sonnenhaus-Konzept vor allem im Bereich des klassischen Einfamilienhauses. Dennoch gibt es auch frühe Projekte, bei denen das Konzept im Bau von Mehrfamilienhäusern und Funktionsgebäuden erfolgreich umgesetzt wurde. Insbesondere bei den Mehrfamilienhäusern ist seit ca. 2015 ein starker Trend nach oben zu verzeichnen.
Bestandsentwicklung Gebäude
Die Zahl der bereits existierenden Sonnenhäuser lässt sich nicht exakt erfassen. Das Sonnenhaus-Institut e. V. erhebt alljährlich Daten in einer internen Umfrage, die jedoch nicht lückenlos sein kann. Ausgegangen wird zum Stand 2019 von über 2000 Gebäuden. Weiterhin wird auch eine Reihe von Sonnenhäusern durch Firmen bzw. Bauherren errichtet, die nicht Mitglieder im Sonnenhaus-Institut sind. Vereinsinterne Schätzungen gehen von 3000 bis 5000 „echten“ Sonnenhäusern insgesamt aus.
In diesem Zusammenhang ist noch zu berücksichtigen, dass es sich bei „Sonnenhaus“ um keinen geschützten Begriff handelt. Es werden also auch „Sonnenhäuser“ z. B. von Bauträgern unter diesem Label erstellt und vermarktet, welche nicht die Definition im Sinne des Vereins vollständig erfüllen bzw. die allgemein gültigen Merkmale (s. o.) aufweisen.
Eine schnellere Verbreitung des Konzeptes ist zu erwarten, sobald ein integriertes Gesamtsystem (plug in) am Markt angeboten wird, mit dessen Hilfe ein Sonnenhaus über die wesentlichen oder alle Komponenten (Module, Speicher, Zusatzheizung, Steuerung etc.) hinweg ausgerüstet werden könnte.

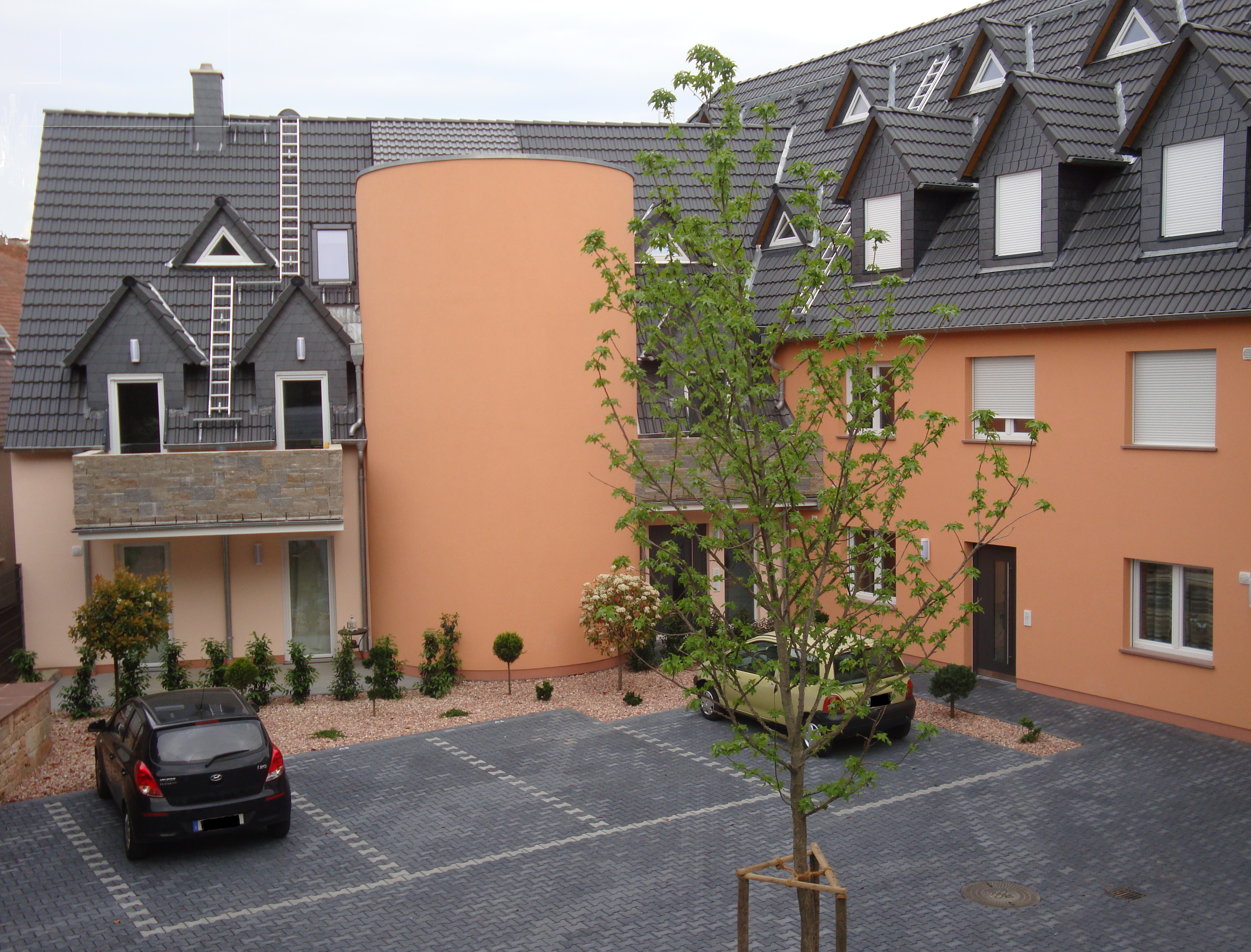
In der Bildmitte der zentrale Solartank-Speicher. Der solare Deckungsgrad des Komplexes wird mit 65 % angegeben, die restlichen 35 % des Wärmebedarfes werden mit Hackschnitzeln gedeckt.
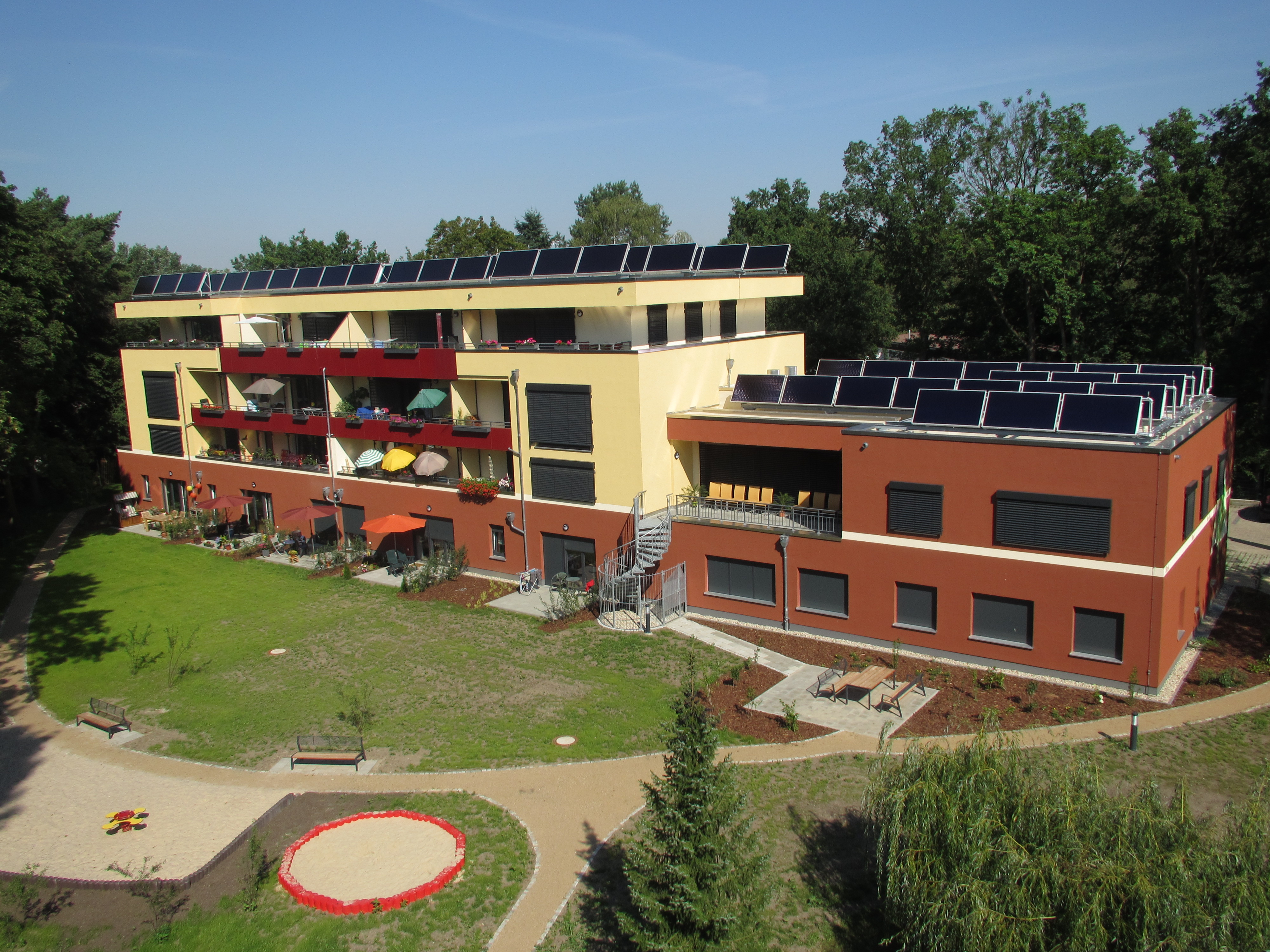
Sonnenhaus mit 17 Wohneinheiten, erbaut 2014

## Vor- und Nachteile
Vorteile
- hohe Umweltverträglichkeit
- viel mehr Unabhängigkeit von Brennstoffkosten und -verbrauch
- weitgehend CO2-neutral

Nachteile
- höhere Anfangsinvestition
- Einschränkungen in der architektonischen Gestaltung, beispielsweise Ausführung des Daches

## Sonnenhaus-Institut
Das Sonnenhaus-Institut e. V. (interne Abkürzung SHI) ist ein Netzwerk von Planern, Handwerkern, Herstellern und Systemanbietern sowie Bauherren mit der Rechtsform eines eingetragenen Vereins. Der Verein wurde 2004 gegründet und hat zum Ziel, die Entwicklung und Verbreitung weitestgehend solar beheizter Gebäude voranzutreiben. Die Mitglieder teilen ihr Wissen in Seminaren und Vorträgen. In Zusammenarbeit mit anderen Institutionen wirken sie bei Forschungsprojekten mit.
Das Institut dokumentiert die Solar- und Heizungsanlagen der Sonnenhäuser und bewertet die tatsächlichen Verbrauchsdaten. Zu den weiteren Tätigkeiten zählen Schulungen sowie Öffentlichkeitsarbeit für das Konzept. Seit der Gründung des Sonnenhaus-Institut e. V. im Jahr 2004 sind durch Vereinsmitglieder über 2.000 weitgehend solar beheizte Wohnhäuser und Gewerbegebäude geschaffen worden. Der Verein hatte Ende 2019 ca. 280 Mitglieder. Der Vorstand arbeitet ehrenamtlich.
Mitgliederstruktur
Firmenmitglieder sind Heizungs- und Installationsbetriebe, Architekten, Energieberater, Fachplaner und Bauunternehmen. Hinzu kommen einige Hersteller von Systemkomponenten, wie etwa Pufferspeicher, Solarmodule oder Regelungstechnik. Daneben gibt es eine wachsende Zahl von Privatmitgliedern, überwiegend angehende oder ehemalige Bauherren. Mit der Bayernwerk AG zählt seit Anfang 2020 zum ersten Mal ein Energieversorgungsunternehmen zu den Mitgliedern.
Die Mitglieder kommen überwiegend aus Deutschland. Regionale Schwerpunkte in der Mitgliederverteilung sind Ost- und Südbayern, aber auch Baden-Württemberg. Darüber hinaus gibt es Mitgliedschaften in den Nachbarländern Österreich, Schweiz, Italien, Luxemburg und Belgien.
Auszeichnungen
2016 wurde das Sonnenhaus-Institut mit dem Deutschen Solarpreis ausgezeichnet. Der Verein erhielt die Auszeichnung in der Kategorie „Solare Architektur und Stadtentwicklung“. Als Begründung nannte die Jury das „langjährige und konsequente Engagement für die Umsetzung und Weiterentwicklung des solarthermischen Bau- und Heizkonzepts in Gebäuden mit aktiver und passiver Nutzung der Solarenergie.“ Das Sonnenhaus-Institut leiste einen wichtigen Beitrag für die Etablierung des solaren Bauens in Deutschland und darüber hinaus.
Eigenverständnis und Finanzierung
Seit der Gründung 2004 versteht sich der Verein als unabhängig und technologieoffen. Erklärtermaßen beinhaltet das Sonnenhaus-Konzept („Wärme Strom Mobilität“) auch den Aspekt einer möglichst hohen Eigenversorgung mit PV-Strom und die Integration von Elektromobilität.
Der Verein finanziert sich bis heute hauptsächlich durch Mitgliedsbeiträge und in geringem Maß durch Seminare, Einnahmen aus Verkauf von Infomaterial und Spenden. Die Arbeit des Sonnenhaus-Institutes war zu keiner Zeit durch Hersteller bzw. die Industrie nennenswert beeinflusst.
Entwicklung und aktuelle Diskussion
Die erfolgversprechende Dynamik in den Gründerjahren des Vereins war getrieben von stetig steigenden Energiepreisen und einer entsprechenden öffentlichen Diskussion sowie andererseits einem hohen Informationsbedarf in Bezug auf die in der Baubranche noch relativ neue Verwendung solarer Techniken. Insofern bestanden berechtigte Aussichten, dass sich die Sonnenhaus-Technik und Solarthermie allgemein aufgrund ihrer immanenten Vorteile trotz mangelnder Unterstützung durch die Politik oder der Industrie nachhaltig durchsetzen könnte.
Fallende bzw. stagnierende Preise für Öl und Gas in den Folgejahren enttäuschten diese Hoffnungen. Die Aufmerksamkeit der Branche stagnierte und auch die positiven Aspekte des Konzeptes für den Umwelt- und Klimaschutz konnten daran nichts ändern.
Trotz weiterhin niedriger Energiepreise erlebt diese Entwicklung im Moment durch die stark forcierte öffentliche Klimadebatte einen Umschwung. Der Verein verzeichnet steigendes Interesse an den nachhaltigen Aspekten des Sonnenhaus-Konzeptes. Im Moment leistet der Verein forcierte Anstrengungen, im Bereich von Fachgremien und politischen Entscheidungsträgern Gehör zu finden.
Ein zentraler Punkt dieser Aktivität ist es aktuell, die thermische Kollektortechnik davor zu bewahren, in der politischen Diskussion und Förderung in Vergessenheit zu geraten. Hier befindet man sich aktuell in einem Spannungsfeld zwischen der boomenden Photovoltaik und der zunehmend schwächer werdenden Solarthermie. Auch wenn das Sonnenhaus-Institut die PV-Technik durchaus in des Gesamtkonzept integriert sehen möchte (siehe oben) betrachtet man die Solarthermie als unentbehrlichen Baustein in der energetischen Gebäudeversorgung. Im Sinne einer Technologieoffenheit sei das Sonnenhaus ein idealer Baustein zur Umsetzung der Energiewende.